# Jardín Botánico de Ventnor
El Jardín Botánico de Ventnor en inglés : Ventnor Botanic Garden es un jardín botánico ubicado en Ventnor, Isla de Wight. El jardín actualmente está administrado por el concejo de la isla de Wight, y continúa desarrollándose con numerosas nuevas características. El director actual del jardín es Simon Goodenough. Es miembro del BGCI, y el código de reconocimiento internacional como institución botánica es VENTN.

## Localización
El jardín se encuentra junto a la "carretera A3055", y tiene un gran aparcamiento para vehículos, y el transporte público sirve enlaces con autobuses, mediante las líneas "Southern Vectis route 6" y con "Wightbus route 16".
Ventnor Botanic Garden, Undercliff Drive, Ventnor, Isle of Wight PO38 1UL,U.K. United Kingdom-Reino Unido
El jardín es de visita libre sin pago de admisión, excepto por las tarifas de aparcamiento de los vehículos.

## Historia
El jardín botánico ocupa el lugar donde se encontraba el « Royal National Hospital for Diseases of the Chest », un sanatorio fue ubicado en este lugar para aprovecharse de su clima suave. Fundado por Arthur Hill Hassall y abierto en 1869 como el « National Cottage Hospital for Consumption and Diseases of the Chest », que ofertaba a sus pacientes 130 dormitorios separados y orientados al sur. El hospital fue cerrado en 1964, una vez que había quedado obsoleto superado por los tratamientos medicamentosos que había para luchar contra la tuberculosis, y fue demolido en 1969.
En 1970, el enclave fue reconstruido inicialmente como Steephill un jardín de esparcimiento, antes de que sir Harold Hillier lo desarrollara más explícitamente como jardín botánico. A pesar de sus temperaturas generalmente suaves, las plantas que se cultivan tuvieron que ser seleccionadas cuidadosamente para tolerar suelos alcalinos y los vientos cargados de sal, y el jardín sufrió daños graves en la gran tormenta del invierno de 1986 a 1987 y así mismo en otra tormenta inusualmente dura del enero de 1990. 
El jardín botánico fue fundado en 1971, por Sir Harold Hillier, y donado al Isle of Wight Council.

## Colecciones
Sus colecciones de plantas constan de árboles y arbustos de climas templados y subtropicales exhibidos agrupados por regiones. Alberga 9,500 taxones con 6,500 géneros, y 12,500 accesiones.
Estas crecen al aire libre, la localización está favorecida por un microclima húmedo y abrigado, orientado hacia el Sur, en la costa de la isla de Wight. 
Entre las familias de plantas representadas se encuentran;
- Araliaceae,
- Cannaceae,
- Compositae,
- Labiatae,
- Pittosporaceae,
- Umbelliferae,
- Scrophulariaceae,
- Agavaceae,
- Flacourtiaceae,
- Apocynaceae,
- Pseudopanax.

Con representantes de la Flora del suroeste de Europa, sur de África, Nueva Zelanda, Australia, el norte y el centro de México, y el oeste de Suramérica. 

## Curiosidades
En septiembre de 2008, una mujer murió después de comer Amanita phalloides (sombrero de muerte) hongo que un pariente había recogido en las inmediaciones del jardín botánico. La policía cerró brevemente los jardines durante la investigación, pero no creyó necesario clasificar la muerte como bajo sospecha. El hongo Amanita phalloides es una especie común en las islas británicas, y no se cultiva en el jardín. Los hongos recolectados parece ser habían crecido salvajes en el sitio.